# Mikael Buch
Pour les articles homonymes, voir Buch.
Mikael Buch est un scénariste et réalisateur français né le 5 juillet 1983 à Marseille.

## Biographie
Après une enfance et une adolescence passées entre Marseille, Taïwan et Barcelone, Mikael Buch se lance dans des études de cinéma. Il intègre d'abord la classe préparatoire cinéma audiovisuel, Ciné-Sup, à Nantes au lycée Gabriel-Guist'hau (15e promotion; 2001-2003) avant d'être diplômé de la Fémis (département Réalisation, promotion 2008) où il a réalisé plusieurs courts métrages primés dans différents festivals dont "Accordez-moi" pour la chaîne Arte. 
Son premier long métrage, Let My People Go!, avec Nicolas Maury, Carmen Maura et Jean-François Stévenin est sorti en 2011. 
Il a  réalisé pour l’Opéra de Paris Médée, un court-métrage interprété par Nathalie Baye et Vincent Dedienne.
Son deuxième long-métrage intitulé Simon et Théodore et interprété par Félix Moati, Nils Othenin-Girard, Mélanie Bernier et Audrey Lamy, est sorti au cinéma le 15 novembre 2017. 
Lors du Festival de Cannes 2023, il forme partie du jury de la Caméra D'or aux côtés d'Anaïs Demoustier et Raphaël Personnaz.  
Il est membre de la Société des Réalisateurs de Films (SRF) ainsi que du collectif 50/50 qui a pour but de promouvoir l’égalité des femmes et des hommes et la diversité dans le cinéma et l’audiovisuel,.

## Filmographie

### Courts métrages
- 2005 : Bambini
- 2006 : Dieu si tu m'écoutes
- 2007 : La Déchirure
- 2008 : Comment j'ai accepté ma place parmi les mortels
- 2009 : Accordez-moi
- 2017 : Médée[2]

### Longs métrages
- 2011 : Let My People Go!
- 2017 : Simon et Théodore